# ダロン・クルックシャンク
ダロン・クルックシャンク（Daron Cruickshank、男性、1985年6月11日 - ）は、アメリカ合衆国ミシガン州ウェーン出身の総合格闘家。ミシガン・トップチーム所属。

## 来歴
総合格闘家の父親とキックボクサーとボクサーの母親の間に生まれた。両親が格闘技ジムを経営していたことから幼少時からテコンドーを学び、小学生からレスリングを始めた。オリベット大学ではNCAAディビジョン3で活躍し、2009年に総合格闘技デビュー。
2010年8月13日、KOTC世界ジュニアウェルター級（73kg）タイトルマッチでボビー・グリーンと対戦し、ギロチンチョークで一本負けを喫し王座獲得に失敗した。

### TUF
2012年3月、リアリティ番組「The Ultimate Fighter」のシーズン15に参加。合宿所入りをかけたエリミネーションマッチでドリュー・ドーバーに勝利し、ユライア・フェイバー率いるチーム・フェイバーに所属。ライト級トーナメント1回戦でジェームス・ヴィックと対戦し、膝蹴りでKO負けを喫した。

### UFC
2012年6月1日、UFC初参戦となったThe Ultimate Fighter 15 Finaleでクリス・ティックルと対戦し、3-0の判定勝ちを収めた。
2014年5月14日、UFC Fight Night: Brown vs. Silvaで、フェザー級ランキング10位のエリック・コクと対戦し、左ハイキックでダウンを奪い、パウンドで1RKO勝ちを収めた。
2014年7月26日、UFC on FOX 12でライト級ランキング14位のホルヘ・マスヴィダルと対戦し、0-3の判定負けを喫した。
2016年1月17日、UFC Fight Night: Dillashaw vs. Cruzでポール・フェルダーと対戦し、リアネイキドチョークで一本負けを喫した。

### RIZIN
2016年4月17日、RIZIN初参戦。RIZIN.1で佐々木信治と対戦し、サッカーボールキックで1RTKO勝ちを収めた。
2016年9月25日、RIZIN FIGHTING WORLD GRAND-PRIX 2016 無差別級トーナメント 開幕戦でアンディ・サワーと対戦し、リアネイキドチョークで1R一本勝ち。
2016年12月29日、RIZIN FIGHTING WORLD GRAND-PRIX 2016 無差別級トーナメント 2nd ROUNDで、北岡悟と対戦し、フロントチョークで1R一本負けを喫した。
2017年4月16日、RIZIN 2017 in YOKOHAMA -SAKURA-で矢地祐介と対戦し、右フックで1RKO負けを喫した。
2018年5月6日、RIZIN.10で松本光史と対戦し、左ハイキックで1RKO勝利を収めた。
2018年7月29日、RIZIN.11でトム・サントスと対戦し、グラウンドでの肘打ちで3RTKO勝ちを収めた。
2018年9月30日、RIZIN.13でディエゴ・ブランダオンと対戦し、右飛びヒザ蹴りでダウンを奪い、パウンドで2RTKO勝ち。
2018年12月31日、RIZIN.14でダミアン・ブラウンと対戦し、優勢に試合を勧めていたが、タックルをした際にフロントチョークを極められ1R逆転一本負け。
2019年6月2日、RIZN.16でトフィック・ムサエフと対戦。打撃でぐらつかされるなど劣勢な展開となり、0-3の判定負け。
2019年12月29日、BELLATOR JAPANでゴイチ・ヤマウチと対戦し、リアネイキドチョークで1R一本負け。なお、この試合は契約体重がライト級の70.3kgだったが、ヤマウチが1.34kgオーバーして前日計量で失格となったことで、キャッチウエイトの71.6kg契約で行われた。クルックシャンクはゴイチに対して「相手の体が異様に大きかった。体重は落とさなければならない。せめて体重はちゃんと落としてきてほしい」と苦言を呈した。
2020年、約5kg下のフェザー級に転向。RIZINのフェザー級で活躍する予定だったが、新型コロナウイルスの蔓延により日本政府が渡航禁止例を出したことで日本に入国できなくなり、契約中のRIZINで試合を行うことができなくなった。2021年以降は試合をしていない。

## 戦績
| 総合格闘技 戦績 | 総合格闘技 戦績 | 総合格闘技 戦績 | 総合格闘技 戦績 | 総合格闘技 戦績 | 総合格闘技 戦績 | 総合格闘技 戦績 |
| --------------- | --------------- | --------------- | --------------- | --------------- | --------------- | --------------- |
| 38 試合         | (T)KO           | 一本            | 判定            | その他          | 引き分け        | 無効試合        |
| 23 勝           | 14              | 2               | 7               | 0               | 0               | 1               |
| 14 敗           | 2               | 8               | 4               | 0               | 0               | 1               |

| 勝敗 | 対戦相手                 | 試合結果                             | 大会名                                                                   | 開催年月日     |
| ×    | ギリェルミ・ファリア     | 5分3R終了 判定1-2                    | XFC 45                                                                   | 2021年8月6日   |
| ○    | デイヴィソン・ヒベイロ   | 5分3R終了 判定3-0                    | Taura MMA 11                                                             | 2020年10月30日 |
| ×    | ゴイチ・ヤマウチ         | 1R 3:11 リアネイキッドチョーク       | BELLATOR JAPAN 【RIZIN×BELLATOR対抗戦 先鋒戦】                           | 2019年12月29日 |
| ×    | トフィック・ムサエフ     | 5分3R終了判定0-3                     | RIZIN.16                                                                 | 2019年6月2日   |
| ×    | ダミアン・ブラウン       | 1R 4:10 ギロチンチョーク             | RIZIN.14                                                                 | 2018年12月31日 |
| ○    | ディエゴ・ブランダオン   | 2R 0:17 TKO（跳び膝蹴り→パウンド）   | RIZIN.13                                                                 | 2018年9月30日  |
| ○    | トム・サントス           | 3R 4:13 TKO（グラウンドの肘打ち）    | RIZIN.11                                                                 | 2018年7月29日  |
| ○    | 松本光史                 | 1R 3:52 KO（左ハイキック）           | RIZIN.10                                                                 | 2018年5月6日   |
| ○    | アレクサンダー・トレビノ | 1R 2:02 TKO（左ハイキック→パウンド） | KOP 58                                                                   | 2017年9月30日  |
| ×    | 矢地祐介                 | 1R 5:12 KO（右フック）               | RIZIN 2017 in YOKOHAMA -SAKURA-                                          | 2017年4月16日  |
| ×    | 北岡悟                   | 1R 8:19 フロントチョーク             | RIZIN FIGHTING WORLD GRAND-PRIX 2016 無差別級トーナメント 2nd ROUND      | 2016年12月29日 |
| ○    | アンディ・サワー         | 1R 4:10 リアネイキッドチョーク       | RIZIN FIGHTING WORLD GRAND-PRIX 2016 無差別級トーナメント 開幕戦         | 2016年9月25日  |
| ○    | 佐々木信治               | 1R 4:36 TKO（サッカーボールキック）  | RIZIN.1                                                                  | 2016年4月17日  |
| ×    | ポール・フェルダー       | 3R 3:56リアネイキドチョーク          | UFC Fight Night: Dillashaw vs. Cruz                                      | 2016年1月17日  |
| ×    | ジェームス・クラウス     | 1R 1:27 リアネイキドチョーク         | UFC on FOX 16: Dillashaw vs. Barao 2                                     | 2015年7月25日  |
| ×    | ベニール・ダリウシュ     | 2R 2:48 リアネイキドチョーク         | UFC 185: Pettis vs. dos Anjos                                            | 2015年3月14日  |
| －   | KJ・ヌーンズ             | 2R 0:25 ノーコンテスト（アイポーク） | The Ultimate Fighter 20 Finale                                           | 2014年12月12日 |
| ○    | アンソニー・ヌジョクアニ | 5分3R終了 判定3-0                    | UFC Fight Night: MacDonald vs. Saffiedine                                | 2014年10月4日  |
| ×    | ホルヘ・マスヴィダル     | 5分3R終了 判定0-3                    | UFC on FOX 12: Lawler vs. Brown                                          | 2014年7月26日  |
| ○    | エリック・コク           | 1R 3:21 TKO（左ハイキック→パウンド） | UFC Fight Night: Brown vs. Silva                                         | 2014年5月10日  |
| ○    | マイク・リオ             | 2R 4:56 TKO（スタンドパンチ連打）    | UFC on FOX 10: Henderson vs. Thomson                                     | 2014年1月25日  |
| ×    | アドリアーノ・マルチンス | 2R 2:49 ストレートアームバー         | UFC Fight Night: Belfort vs. Henderson                                   | 2013年11月9日  |
| ○    | イーブス・エドワーズ     | 5分3R終了 判定2-1                    | UFC on FOX 8: Johnson vs. Moraga                                         | 2013年7月27日  |
| ×    | ジョン・マクデッシ       | 5分3R終了 判定0-3                    | UFC 158: St-Pierre vs. Diaz                                              | 2013年3月16日  |
| ○    | ヘンリー・マルチネス     | 2R 2:57 KO（右ハイキック）           | UFC on FOX 5: Henderson vs. Diaz                                         | 2012年12月8日  |
| ○    | クリス・ティックル       | 5分3R終了 判定3-0                    | The Ultimate Fighter 15 Finale                                           | 2012年6月1日   |
| ○    | ジェシー・グロス         | 1R 1:39 TKO（打撃）                  | SFS 3: Meltdown in the Valley                                            | 2011年12月3日  |
| ○    | マイク・リッチ           | 5分5R終了 判定3-0                    | Ringside MMA 12: Daley vs. Fioravanti 【Ringside MMAライト級王座決定戦】 | 2011年10月21日 |
| ○    | ブラッド・カーディナル   | 1R 4:35 TKO（パンチ連打）            | Slammer in the Hammer                                                    | 2011年10月29日 |
| ○    | タイワン・ハワード       | 5分3R終了 判定2-1                    | BUCB: Stars and Stripes                                                  | 2011年4月9日   |
| ×    | ルイス・パロミーノ       | 1R 3:52 KO（打撃）                   | G-Force Fights: Bad Blood 5                                              | 2011年2月26日  |
| ○    | アンソニー・スミス       | 1R 1:52 TKO（パンチ連打）            | KOTC: Civil War 2                                                        | 2010年9月11日  |
| ×    | ボビー・グリーン         | 2R 2:39 ギロチンチョーク             | KOTC: Imminent Danger 【KOTC世界ジュニアウェルター級タイトルマッチ】     | 2010年8月13日  |
| ○    | ジェイソン・ホームズ     | 5分3R終了 判定2-1                    | KOTC: Bad Boys 2                                                         | 2010年4月16日  |
| ○    | ラウル・マンデス         | 1R 2:19 TKO（パンチ連打）            | KOTC: Uppercut                                                           | 2010年3月13日  |
| ○    | ドミニク・デシャソール   | 1R 1:25 TKO（パンチ連打）            | XCC 46: Beatdown at the Ballroom 9                                       | 2010年3月6日   |
| ○    | ブレット・ビーダーマン   | 2R 2:58 リアネイキドチョーク         | XCC 38: Rumble in Royal Oak 5                                            | 2010年1月16日  |
| ○    | リッキー・ステットナー   | 1R 2:23 KO（スピニングバックブロー） | KOTC: Strike Point                                                       | 2009年10月10日 |

## 獲得タイトル
- Ringside MMAライト級王座（2011年）

## 表彰
- テコンドー 黒帯二段